# Vosselaar
Vosselaar ist eine belgische Gemeinde in die Kempen der Region Flandern mit 11.801 Einwohnern (Stand 1. Januar 2024). Sie befindet sich drei Kilometer westlich des Stadtzentrums von Turnhout und ist nicht zu verwechseln mit der in der Nähe gelegenen Gemeinde Vorselaar.
Antwerpen liegt 15 Kilometer westsüdwestlich und Brüssel ca. 62 Kilometer südwestlich. Die nächsten Autobahnabfahrten befinden sich bei Turnhout und Beerse an der A21/E 34. In Turnhout und Herentals befinden sich die nächsten Regionalbahnhöfe und in Antwerpen halten auch überregionale Schnellzüge. Der Flughafen Antwerpen und der Flughafen der niederländischen Großstadt Eindhoven sind die nächsten Regionalflughäfen und Brüssel National nahe der Hauptstadt ist ein Flughafen von internationaler Bedeutung.

## Persönlichkeiten
- Jos Jacobs (* 1953), Radrennfahrer